# Танака, Тикао
Тикао Танака (яп. 田中千禾夫 Танака Тикао, 10 октября 1905 года — 29 ноября 1995 года) — японский прозаик, драматург.

## Биография
Родился в префектуре Нагасаки.
Окончил университет Кэйо. Член Японской академии искусств.
Получил известность благодаря пьесе «Матушка». Участвовал в создании театральной труппы «Литературный цех». После Второй мировой войны поступил в другую труппу «Актёрский цех».
Награждён литературной премией «Ёмиури» в номинации «образование», а также театральной премией Кисиды за пьесу «Голова Марии».
Среди других значительных работ: «Жизнь тучки», «Ржанки» и др.

## Работы

### Книги
- 『新撰劇作叢書 第3　おふくろ　他三篇』（白水社 1935）　
  - 『おふくろ　他一編』（角川文庫 1955）
- 『雲の涯　他四篇　田中千禾夫戯曲集』（世界文學社〈劇作選書〉 1949）
- 『物言う術　俳優術第一歩』（世界文學社 1949、未來社 1954）、新訂版（白水社 1969、新版1978ほか）
- 『教育・笛』（河出書房〈河出新書〉 1955）
- 『田中千禾夫一幕劇集』（未來社 1955）
- 『海の星＝ひとで』（宝文館ラジオ・ドラマ新書 1955）
- 『新劇辞典』（弘文堂〈アテネ文庫〉 1955）
- 『田中千禾夫戯曲全集』（全7巻、白水社 1960—1967）
- 『新劇鑑賞入門』（創元社・創元手帖文庫 1963）
- 『藤堂作右衛門の冒険』（講談社 1971）
- 『無駄と真実　随想集』（講談社 1972）
- 『八百屋お七牢日記』（新潮社 1972） 書下ろし新潮劇場
- 『鍵の下』（新潮社 1974） 書下ろし新潮劇場
- 『劇的文体論序説』（上下、白水社 1977-78）
- 『右往左往』（河出書房新社 1979）

### Публикации
- 『新劇手帖』（内村直也共編 創元社 1952）
- 『現代日本キリスト教文学全集10　母性と聖性』（教文館 1973）
- 『現代日本キリスト教文学全集15　自然と生活』（教文館 1973）
- 『現代キリスト教劇集』（聖文舎 1977）編著
- 『旅は道連れ』（澄江との共著 朝日新聞社 1982）
- 『貴族の階段』（原作武田泰淳 白水社 1984）
- 『夫婦で六十二年』（澄江との共著 講談社 1997）